# Madina Sacko
Madina Sacko is een gemeente (commune) in de regio Koulikoro in Mali. De gemeente telt 26.100 inwoners (2009).